# Stade bordelais roller hockey
 (février 2021).
Le Stade Bordelais roller hockey ou SBA roller hockey (de son ancien nom Stade bordelais – ASPTT roller hockey) est un club de roller in line hockey. L'équipe s'entraine et joue à domicile à la salle Virginia du stade bordelais, dans le quartier de Caudéran à Bordeaux. Elle évolue en nationale 1, 2e niveau national.
L'équipe porte le nom des « Aloses de Bordeaux » jusqu'en janvier 2015, puis des « Lions de Bordeaux ».

## Le club
Il a été fondé en 1998 au sein de l'ASPTT Bordeaux sous le nom ASPTT Bordeaux roller hockey. Il est renommé en Stade bordelais – ASPTT roller hockey en 2013 à la suite de la fusion de l'ASPTT Bordeaux et du Stade bordelais. Il devient le Stade Bordelais roller hockey après le retrait de l'ASPTT de cette fusion en 2018.

### Équipe dirigeante
- Président : François Cohidon
- Entraineurs : Romain Horrut

## Évolution sportive
Dès la saison 2001-2002, le club monte en Nationale 1. Après être descendu en Nationale 2 pour la saison 2004-2005, il remonte et joue au premier échelon national (rebaptisée Ligue Élite en 2007) jusqu'en 2007-2008, où, bien que qualifié pour la saison suivante en ayant terminé 8e, le club décide de descendre en Nationale 1. Depuis 2015 le club des Lions de Bordeaux évolue en Ligue Élite.

## Effectif actuel
| No    | Nom                | Nat. | Position   | Arrivée                          |
| ----- | ------------------ | ---- | ---------- | -------------------------------- |
| +027, | Patrice Heumann    |      | G          | Voreppe                          |
| +040, | Benjamin Deschamp  |      | Gardien    | 2013                             |
| +095, | Camille PINEAU     |      | Gardien    | Anglet 2014                      |
| +003, | Julien Uriot       |      | D          | La Teste                         |
| +008, | Guilhem Billerey   |      | Défenseur  | Bordeaux                         |
| +010, | Romain Philippo    |      | Défenseur  | Bordeaux                         |
| +019, | Alexie Boirie      |      | Défenseur  | BordeauxFormé au club            |
| +022, | Thomas Panatier    |      | Défenseur  | Artzak- Anglet                   |
| +044, | Benoît Chalopin    |      | Défenseur  | Bordeaux                         |
| +088, | Valentin Blanchet  |      | Défenseur  | La Rochelle                      |
| +004, | Hadrien Sentenac   |      | A          | Caen                             |
| +011, | Arthur Vandromme   |      | Attaquant  | Bordeaux                         |
| +024, | Sébastien Cadren   |      | Attaquant  | Bordeaux                         |
| +033, | Stéphane Urbaniack |      | Attaquant  | Bordeaux                         |
| +091, | Thomas Paradis     |      | Attaquant  | Boxer D1 Bordeaux                |
| +020, | Romain Masson      |      | Attaquant  | Bordeaux                         |
| +079, | Nicolas Vachel     |      | Entraineur | Rafales de Viry-Châtillon - 2011 |
| +017, | Romain Horrut      |      | Entraineur |                                  |

## Réserve et Féminines
L'équipe réserve évolue en Nationale 3. Elle a été championne de France de Nationale 3 en 2006-2007 et 2009-2010.
L'équipe Féminine évolue en Nationale 1. Elle en a été championne de France en 2003-2004, ainsi que vice-championne à 6 reprises et a remporté la Coupe de France en 2014.
En 2017 l'équipe féminine est championne de France pour la seconde fois.

## Identité visuelle

Logo des Aloses de 2007 à 2014
Logo des Lions depuis 2015